# Kenay Myrie
Kenay Myrie Reyes (Alajuela, 29 de septiembre de 2006) es un futbolista costarricense que juega como lateral derecho en el Deportivo Saprissa de la Primera División de Costa Rica.

## Trayectoria

### Deportivo Saprissa
El 4 de septiembre de 2024, debutó por medio del Torneo de Copa de Costa Rica contra el Santos de Guápiles, Myrie ingresó desde el minuto 80 y el encuentro finalizó por la derrota en penales por 4-3. El 25 de enero de 2025, marcó su primera anotación por medio de la liga costarricense contra el C. S. Herediano al minuto 14, Myrie disputó la totalidad de minutos y el encuentro culminó con la derrota 3-1.

## Selección nacional
El 15 de enero de 2025, se oficializó su convocatoria del director técnico Miguel Herrera de un partido amistoso en fecha no FIFA contra Estados Unidos. Myrie no tuvo su debut para el partido en tierras norteamericanas, el encuentro finalizó en la derrota 3-0.
El 30 de mayo de 2025, se oficializó su convocatoria a las eliminatorias contra Bahamas y Trinidad, además de la competición de la Copa de Oro de la Concacaf 2025.

#### Participaciones internacionales
| Competición                     | Sede                    | Resultado        | Partidos | Goles |
| ------------------------------- | ----------------------- | ---------------- | -------- | ----- |
| Copa de Oro de la Concacaf 2025 | Estados Unidos · Canadá | Cuartos de final | 2        | 0     |

#### Participaciones en eliminatorias
| Eliminatoria               | Sede                             | Resultado   | Partidos | Goles |
| -------------------------- | -------------------------------- | ----------- | -------- | ----- |
| Clasificación Mundial 2026 | Estados Unidos · México · Canadá | Por definir | 1        | 0     |

## Estadísticas

### Clubes
Actualizado al último partido jugado el 17 de agosto de 2025.
| Club                            | Div.          | Temporada     | Liga  | Liga  | Liga   | Copas nacionales | Copas nacionales | Copas nacionales | Copas internacionales | Copas internacionales | Copas internacionales | Total | Total | Total  |
| Club                            | Div.          | Temporada     | Part. | Goles | Asist. | Part.            | Goles            | Asist.           | Part.                 | Goles                 | Asist.                | Part. | Goles | Asist. |
| ------------------------------- | ------------- | ------------- | ----- | ----- | ------ | ---------------- | ---------------- | ---------------- | --------------------- | --------------------- | --------------------- | ----- | ----- | ------ |
| Deportivo Saprissa · Costa Rica |               |               |       |       |        |                  |                  |                  |                       |                       |                       |       |       |        |
| 1.ª                             | 2024-25       | 33            | 1     | 3     | 1      | 0                | 0                | —                | —                     | —                     | 34                    | 1     | 3     |        |
| 1.ª                             | 2025-26       | 3             | 1     | 0     | 0      | 0                | 0                | 1                | 0                     | 1                     | 4                     | 1     | 1     |        |
| Total club                      | Total club    | 36            | 2     | 3     | 1      | 0                | 0                | 1                | 0                     | 1                     | 36                    | 2     | 4     |        |
| Total carrera                   | Total carrera | Total carrera | 36    | 2     | 3      | 1                | 0                | 0                | 1                     | 0                     | 1                     | 38    | 2     | 4      |
| 1. 2. Fuente:Transfermarkt      |               |               |       |       |        |                  |                  |                  |                       |                       |                       |       |       |        |

### Selección de Costa Rica
Actualizado al último partido jugado el 22 de junio de 2025.
| Selección               | Año | Eliminatorias | Eliminatorias | Eliminatorias | Continental | Continental | Continental | Mundial | Mundial | Mundial | Amistosos | Amistosos | Amistosos | Total | Total | Total  |
| Selección               | Año | Part.         | Goles         | Asist.        | Part.       | Goles       | Asist.      | Part.   | Goles   | Asist.  | Part.     | Goles     | Asist.    | Part. | Goles | Asist. |
| ----------------------- | --- | ------------- | ------------- | ------------- | ----------- | ----------- | ----------- | ------- | ------- | ------- | --------- | --------- | --------- | ----- | ----- | ------ |
| Absoluta · Costa Rica   |     |               |               |               |             |             |             |         |         |         |           |           |           |       |       |        |
| 2025                    | 1   | 0             | 0             | 2             | 0           | 0           | —           | —       | —       | 0       | 0         | 0         | 3         | 0     | 0     |        |
| Total                   | 1   | 0             | 0             | 2             | 0           | 0           | 0           | 0       | 0       | 0       | 0         | 0         | 3         | 0     | 0     |        |
| 1. Fuente:Transfermarkt |     |               |               |               |             |             |             |         |         |         |           |           |           |       |       |        |